# Shota Tamura
Shota Tamura (født 4. februar 1995) er en japansk fodboldspiller, som spiller for den japanske fodboldklub Fukushima United FC.